# Batalla de La Humareda
La Batalla de La Humareda fue un episodio decisivo de la guerra civil de 1885 librada entre el gobierno colombiano y los grupos más radicales del Partido Liberal Colombiano.

## Antecedentes
Las fuerzas revolucionarias de Camargo y de Pedro José Sarmiento Hernández (liberal radical nacido en Socha), organizadas en Boyacá, se dirigieron hacia el estado de Santander para combatir y destruir el ejército que en nombre del gobierno, había levantado en ese estado el General Guillermo Quintero Calderón. Este había servido a las órdenes del gobierno conservador desde el año 1885.

## Batalla
Al tener noticia de la insurrección levantó un ejército contrarrevolucionario en Santander y resistió victoriosamente el primer empuje de los rebeldes, temiendo que las fuerzas de Gaitán ocuparan la ciudad de Ocaña, se situó a inmediaciones del río Magdalena, en un punto llamado la Humareda, en donde construyó fuertes trincheras para poder resistir a las fuerzas que, por tierra venía a órdenes de Camargo, y a las que en los buques podría traer Gaitán Obezo. Habiendo desistido este jefe del sitio de Cartagena y, después de varias vicisitudes en la campaña de Bolívar, resolvió embarcarse en sus buques a Barranquilla, para juntarse con Camargo, destruir a Quintero Calderón y continuar la guerra en Santander.
Las fuerzas revolucionarias reunidas con la flota de Gaitan, atacaron por el frente, es decir desde los buques, las trincheras de Quintero Calderon  y se estrellaron contra estas. Los buques mercantes, frágiles y sin coraza alguna, fueron destruidos fácilmente por los pocos cañones que tenía Quintero Calderón y la batalla de la Humareda, una de las más sangrientas que registran los anales militares de la República, fue hecatombe del liberalismo y el desastre decisivo de la revolución. El triunfo de las armas del gobierno fue completo. Con el éxito de la expedición de Ayapel, con la destrucción del principal ejército revolucionario de la Humareda y con el sometimiento del Caribe Colombiano, la victoria de Nuñez fue decisiva.

## Eventos posteriores
Triunfante Nuñez con el apoyo del partido conservador, proclamó resueltamente la reforma de las instituciones en sentido reaccionario. Al celebrarse el triunfo de la Humareda, un gran mitin se dirigió al palacio a felicitar al presidente y éste, a pesar de que siempre esquivaba el presentarse en público en las reuniones populares y repugnaba las ovaciones ruidosas, salió a los balcones del palacio y después de que se clamaron las aclamaciones entusiastas de la multitud, pronunció un corto discurso alusivo a la victoria que terminó con la célebre frase histórica: "La Constitución de Rionegro ha dejado de existir, sus páginas manchadas han sido quemadas entre las llamas de La Humareda".